# Степановка (Томаковский район)
Степановка (укр. Степанівка) — село,
Владимировский сельский совет,
Томаковский район,
Днепропетровская область,
Украина.
Код КОАТУУ — 1225481010. Население по переписи 2001 года составляло 313 человек .

## Географическое положение
Село Степановка находится на расстоянии в 1 км от села Высокое, в 2-х км от села Урожайное и в 2,5 км от сёл Гарбузовка и Катещино.
По селу протекает пересыхающий ручей с запрудой.
Рядом проходят автомобильная дорога Т-0420 и
железная дорога, станция Колгоспна в 2,5 км.